# Xã Frankville, Quận Winneshiek, Iowa
Xã Frankville (tiếng Anh: Frankville Township) là một xã thuộc quận Winneshiek, tiểu bang Iowa, Hoa Kỳ. Năm 2010, dân số của xã này là 447 người.